# Денисова Ніна Михайлівна
Ні́на Миха́йлівна Дени́сова (нар. 21.2.1942) — українська художниця, графік, дизайнер і фотограф. Член Національної спілки художників України.

## Життєпис
Народилася у 21.2.1942 році у місті Златоуст Челябінської області, Росія.
У 1961 році закінчила Дніпропетровське художнє училище. Працює у галузях мистецтва: книжкова, станкова графіка, малярство та документально-декоративне малярство. Перевагу віддає малярству.
Ілюстрації Ніни Денисової надруковані в журналах «Соняшник», «Барвінок», «Малятко».
Мешкає в Києві. Чоловік художниці — скульптор-монументаліст і художник Малишко Микола Олексійович.

## Книги з ілюстраціями Ніни Денисової
- Леонід Глібов. Без вікон хатка, без дверей. Київ, Веселка, 1966.
- Дмитро Чередниченко. Щедринець. Київ, Веселка, 1968.
- Кузьма Журба. Перший грім. Київ, Веселка, 1968.
- Марко Вовчок. Ведмідь. Київ, Веселка, 1969.
- Ой не коси, бузьку, сіна. Українська народна пісня. Київ, Веселка, 1970.
- Телесик. Українська народна казка. Київ, Веселка, 1970.
- Василь Заєць. Голубий дзвоник. Київ, Веселка, 1976.
- Віктор Близнець. Як народжується стежка. Київ, Веселка, 1977.
- Казка про Жар-птицю та вовка. Українська народна казка. Київ, Веселка, 1979.
- А де ж наша зозулиця? Віршики-лічилки. Київ, Веселка, 1980.
- Павло Тичина. Лісові дзвіночки. Київ, Веселка, 1982.
- Дмитро Павличко. Смерічка. Київ, Веселка, 1982.
- Микола Вінграновський. Ластівка біля вікна. Київ, Веселка, 1983.
- Микола Томенко. Кує зозуля з лугу. Київ, Веселка, 1984.
- Олесь Лупій. Веселі музики. Київ, Веселка, 1985.
- Дмитро Чередниченко. Жар-півень. Київ, Веселка, 1985.
- Віктор Кордун. Пісеньки з маминого наперстка. Київ, Веселка, 1986.
- Вадим Пепа. Прилетів лелека з вирію. Київ, Веселка, 1986.
- Павло Тичина. Добридень тобі, Україно моя! Київ, Веселка, 1989.
- Михайло Григорів. Вези мене, конику. Київ, Веселка, 1991.
- Телесик. Українська народна казка. Київ, Софія, 1992.

## Твори знаходяться
1. Музей українського мистецтва, м. Київ;
2. Хмельницький обласний художній музей, м. Хмельницький;
3. Вінницький обласний художній музей;
4. У приватних збірках: Богдан Певний (Нью-Йорк, США); Роман Чайковський (Нью-Йорк, США); Катерина Задорецька (Нью-Йорк, США); Альберт Шульц (Мюнхен, Німеччина); Іван Драч (Київ, Україна); Селія Анна (Зінгур, посольство Аргентини).

## Виставки
- 03.10.2018 — 05.11.2018 р. — персональна виставка «Нічого[1]», Арт-центр Я Галерея, Київ.
- квітень 2013 р. — персональна виставка[2] в галереї «АВС-арт», Київ.
- 2006 р. — «Відлуння».Український дім, Київ.
- 10.10.2002 — 03.11.2002 р. — персональна виставка «Серединне»[3]. Національний художній музей України, Київ.
- 2000 р. — Арт-фестиваль, Український Дім, Київ, у програмі «Собор».
- 1999 р. — персональна виставка «Мій неоліт», галерея «Персона», Київ.
- 1999 р. — «Жінка біля джерела», Національний художній музей України, Київ.
- 1999 р. — «Україна'99», Мюнхен, Німеччина.
- 1998 р. — «Видатні українські мисткині». Галерея «Лавра», Київ.
- 1998 р. — персональна виставка «Я малюю», Вінницький обласний художній музей, Вінниця.
- 1998 р. — Міжнародний арт-фестиваль. Український дім, Київ.
- 1997 р. — «Медитація'97», Kulturzentrum bei den Minoriten, м. Грац, Австрія.
- 1997 р. — «Сучасне українське мистецтво». Європейський культурний центр, Ерфурт, Німеччина.
- 1996 р. — «Арт-клуб'96». Хмельницький обласний художній музей, Хмельницький.
- 1995 р. — персональна виставка «Ніби граючись». Галерея Києво-Могилянської академії, Київ.
- 1995 р. — персональна виставка. Хмельницький обласний художній музей, Хмельницький.

## Каталог творів
- Ніна Денисова. Альбом. Київ, 1995. [Архівовано 4 березня 2016 у Wayback Machine.]